# Falsonyctopais lamottei
Falsonyctopais lamottei – gatunek chrząszcza z rodziny kózkowatych i podrodziny zgrzypikowych. Jedyny przedstawiciel rodzaju Falsonyctopais.

## Zasięg występowania
Afryka Wschodnia, występuje w  Togo i Gwinei.